# Unia lubelska

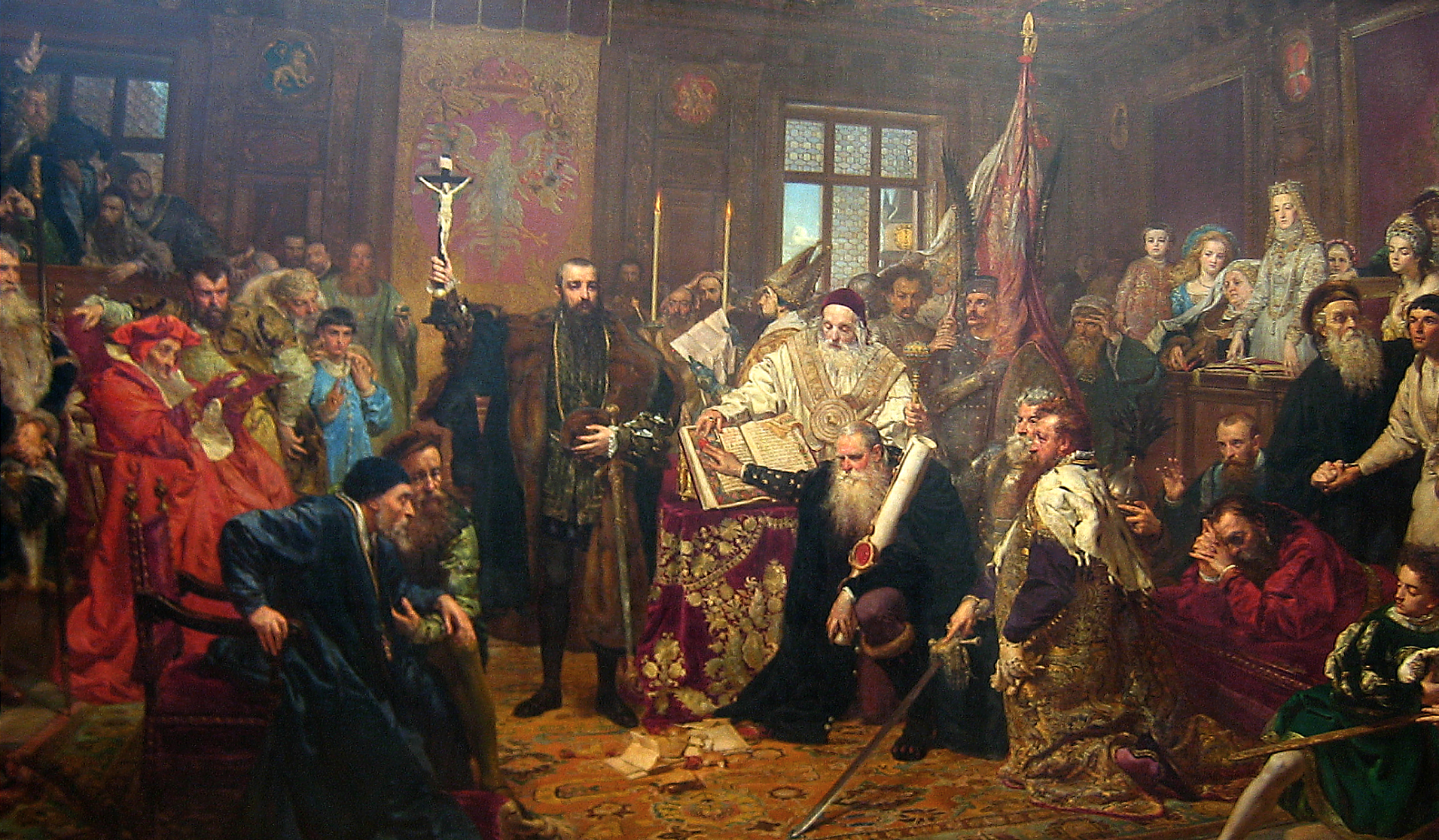
Jan Matejko, Unia lubelska, obraz Jana Matejki z 1869 roku

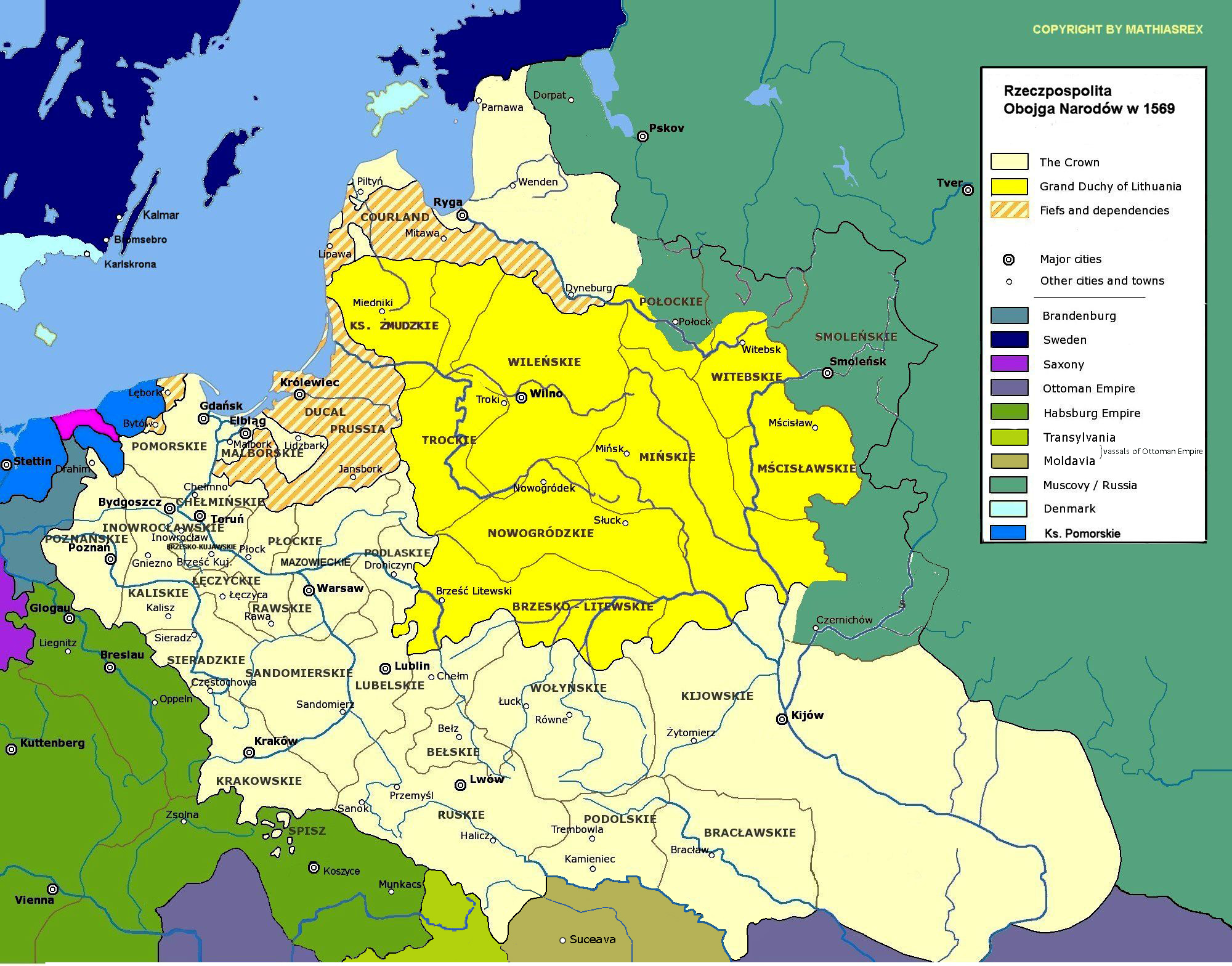
Rzeczpospolita po unii lubelskiej w 1569 r.

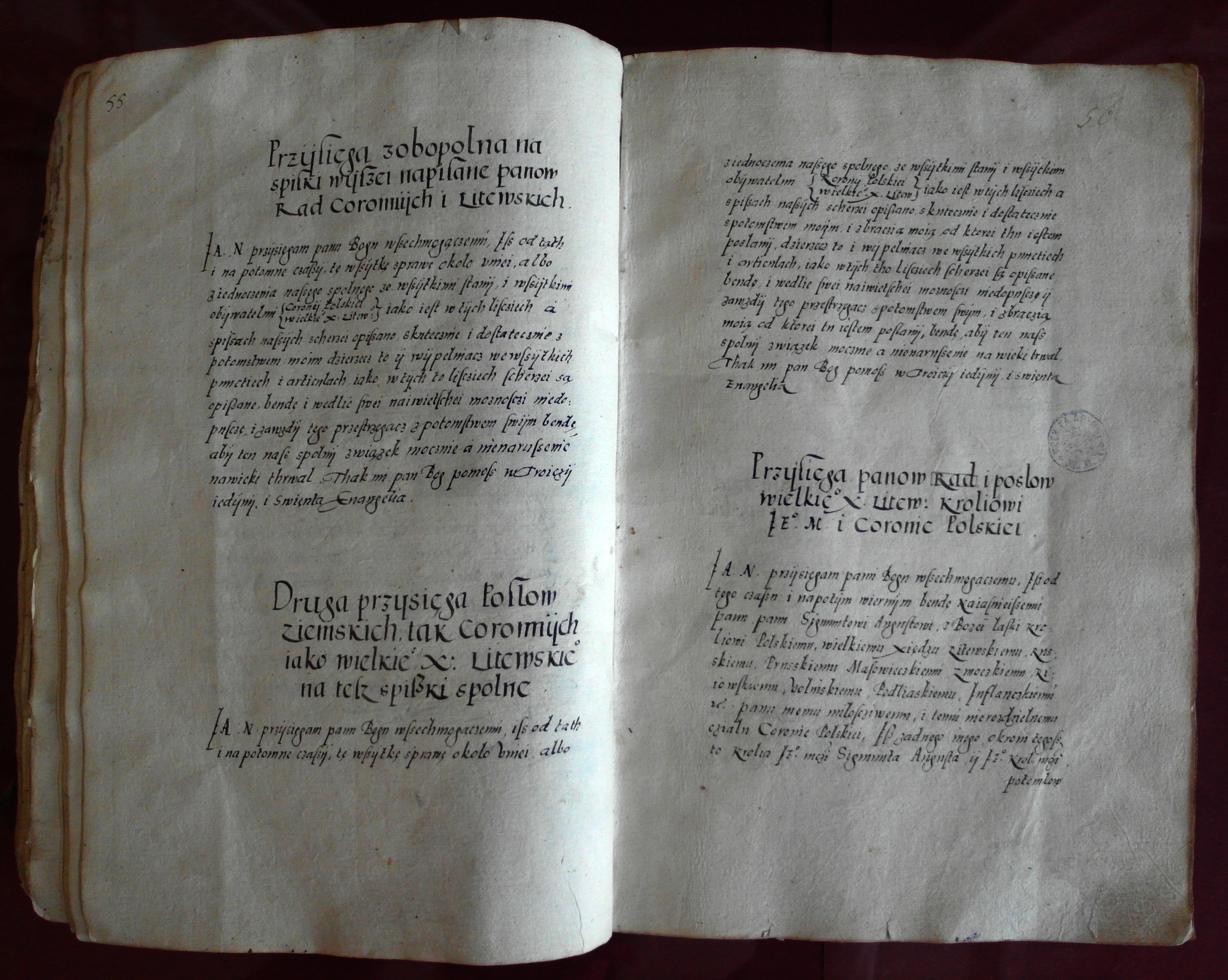
Rota przysięgi na Unię panów rad i posłów koronnych i litewskich, lipiec 1569 roku

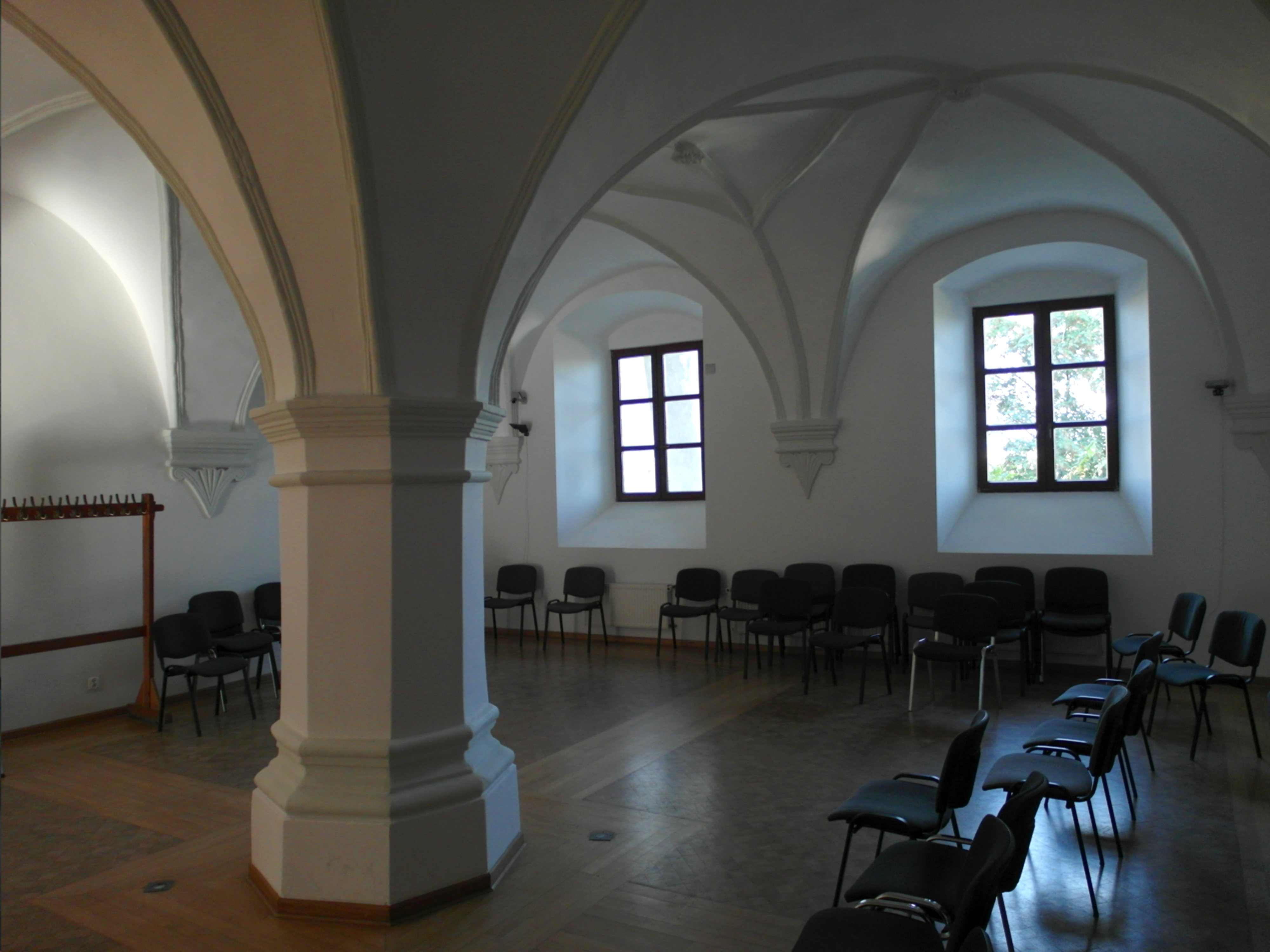
Refektarz klasztoru dominikanów w Lublinie, według tradycji miejsce zawarcia aktu unii lubelskiej w 1569 roku

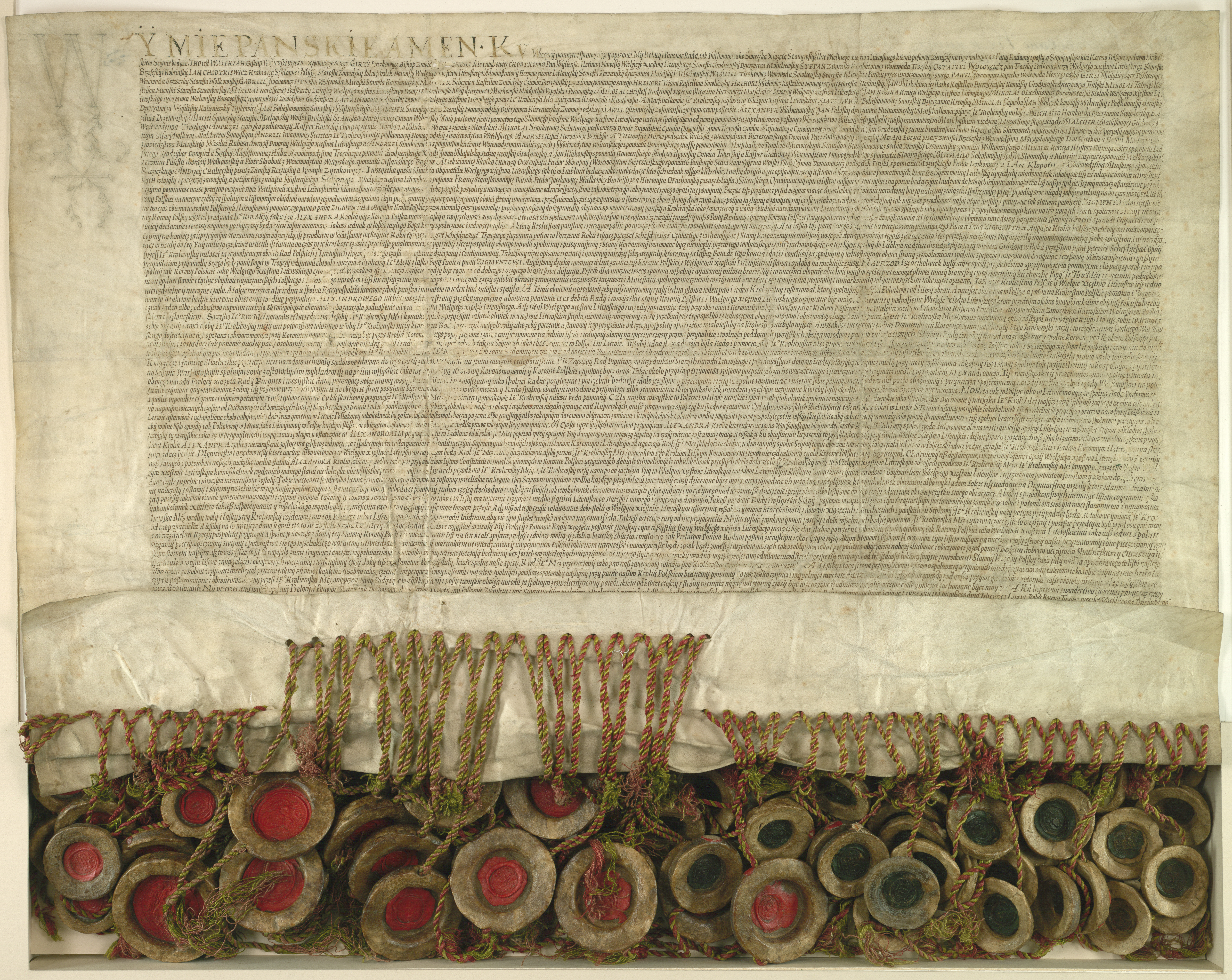
Akt unii lubelskiej 1 lipca 1569 roku

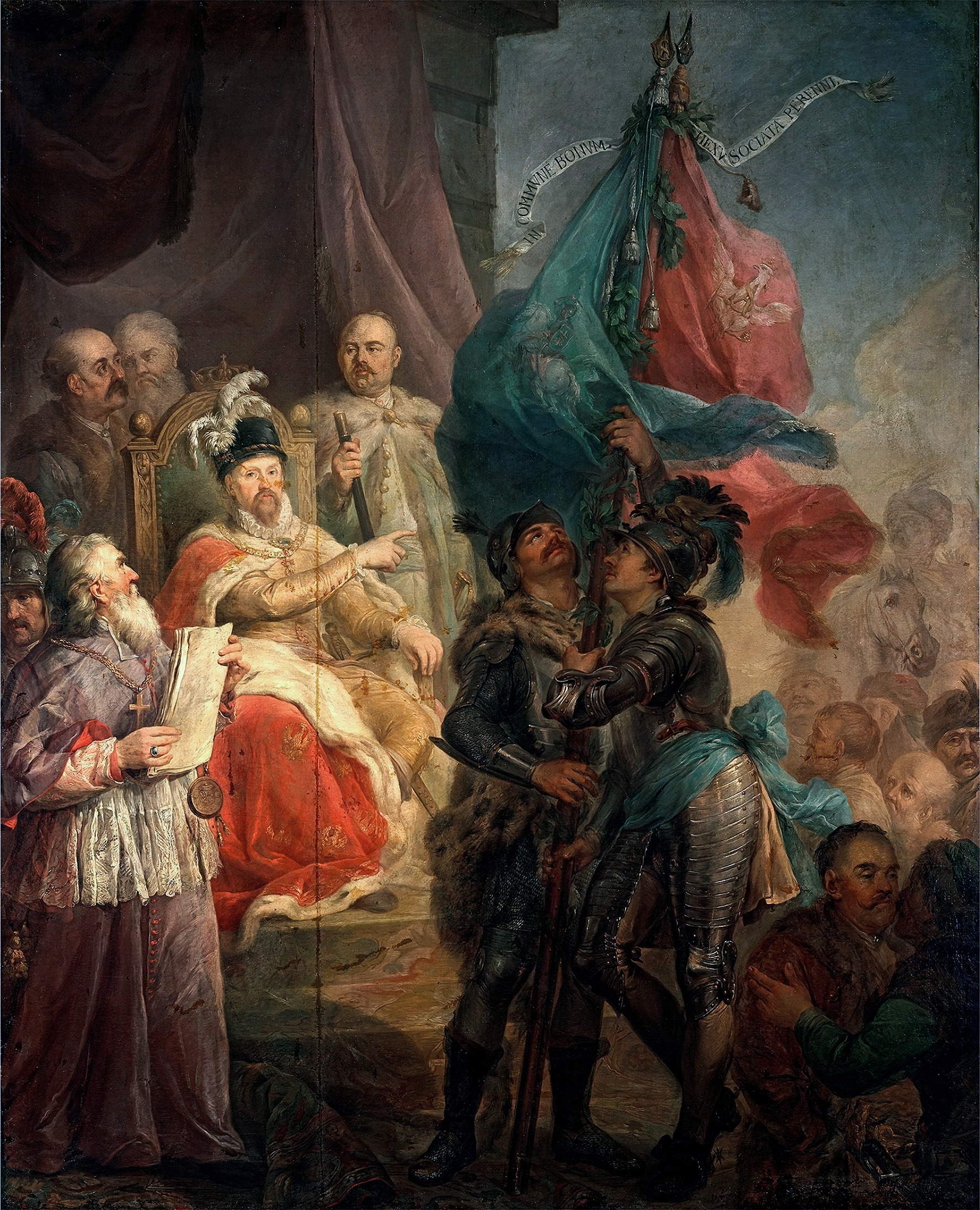
Marcello Bacciarelli Unia Lubelska, 1785–1786, Zamek Królewski w Warszawie.

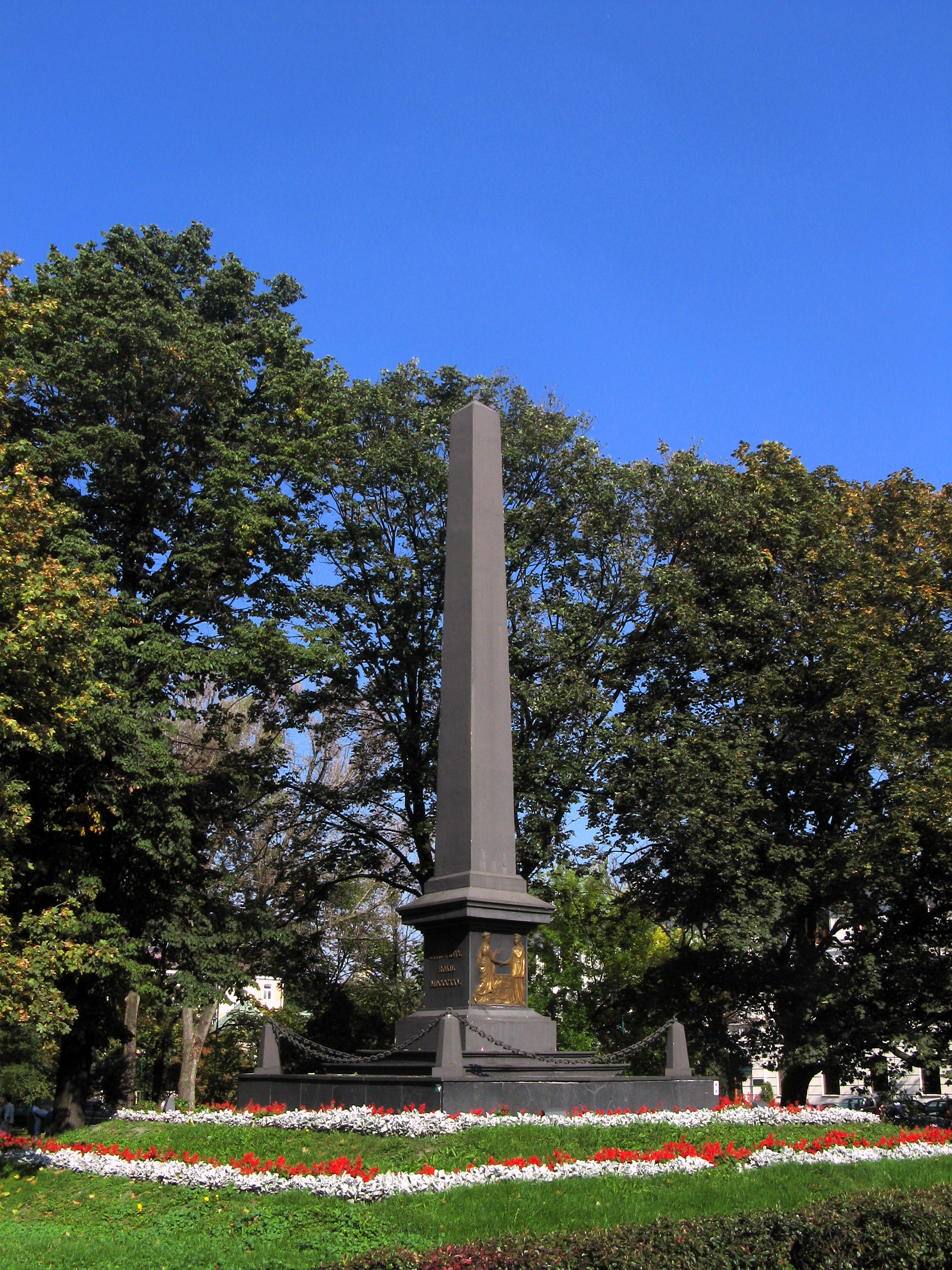
Pomnik Unii Lubelskiej w Lublinie z 1826 roku

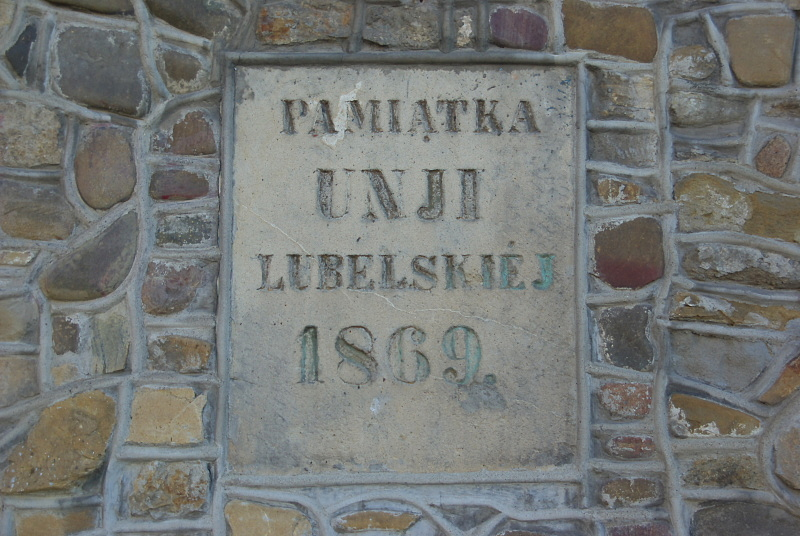
Tablica pamiątkowa z 1869 roku na elewacji kościoła franciszkanów w Sanoku wmurowana w 300. rocznicę Unii Lubelskiej

Unia lubelska – porozumienie pomiędzy stanami Korony Królestwa Polskiego i Wielkiego Księstwa Litewskiego zawarte 1 lipca 1569 na sejmie walnym w Lublinie. Określana jako unia realna, w odróżnieniu od poprzednich, wiążących oba państwa tylko osobą władcy (unia personalna). Została przyjęta 28 czerwca, a podpisana 1 lipca 1569, ostatecznie ratyfikowana przez króla 4 lipca 1569. Artykuł 3 potwierdzenia unii lubelskiej przez Zygmunta II Augusta z 4 lipca 1569 roku głosił, iż już Królestwo polskie i Wielkie Księstwo litewskie jest jedno nierozdzielne i nierożne ciało, a także nierożna, ale jedna a spolna Rzeczpospolita, która się ze dwu państw i narodów w jeden lud zniosła i spoiła. W jej wyniku powstało państwo znane w historiografii jako Rzeczpospolita Obojga Narodów – ze wspólnym monarchą, herbem, sejmem, walutą, polityką zagraniczną i obronną – zachowano odrębny skarb, urzędy, wojsko i sądownictwo.
Akt unii lubelskiej przechowywany jest w Archiwum Głównym Akt Dawnych.

## Lublin jako miejsce domniemanej pierwszej unii polsko-litewskiej
2 lutego 1386 roku na jednym z pierwszych sejmów walnych w Lublinie Jagiełło został wybrany królem Polski. Część badaczy uważa decyzje tego zjazdu za pierwszą unię polsko-litewską, bowiem w Krewie spisano jedynie wstępną umowę, zawierającą warunki, jakie miał spełnić Jagiełło, by mógł objąć polski tron.

## Tło
Gdy w roku 1548 rządy w państwie objął koronowany jeszcze za życia ojca, Zygmunta I Starego, Zygmunt II August, wobec jego bezpotomności wyraźnie dało się zauważyć dążenie do bardziej ścisłego związku obu państw, związanych dotąd wyłącznie osobą panującego. Przywódcy ruchu egzekucyjnego, Mikołaj Sienicki i Rafał Leszczyński, na kolejnych sejmach w 1548 i 1550 roku podnosili postulaty wcielenia Wielkiego Księstwa Litewskiego do Korony Królestwa Polskiego (co zakładała jeszcze unia w Krewie z roku 1385), Prus Królewskich, Księstwa Oświęcimskiego i Księstwa Zatorskiego.
Na przeszkodzie unifikacji monarchii jagiellońskiej stała jednak odrębność ustrojowa i administracyjno-prawna państwa litewskiego. W 1551 roku powołano specjalną komisję, która zajęła się nowelizacją I Statutu Litewskiego z 1529 pod kątem reformy ustrojowej zbliżającej Wielkie Księstwo Litewskie do Królestwa Polskiego.
Na sejmie w Warszawie 13 marca 1564 roku król Zygmunt II August odstąpił Koronie Królestwa Polskiego swoje prawa sukcesyjne w Wielkim Księstwie Litewskim.
W 1565 Zygmunt II August ustanowił sejmiki powiatowe, a w 1566 zatwierdził II Statut Litewski, w którym zrzekał się części swoich kompetencji na rzecz sejmu litewskiego, czym upodobnił go do sejmu koronnego.
Oba sejmy, począwszy od 1551 roku, wysyłały wzajemnie swoich delegatów. Zwołany w Warszawie w listopadzie 1563 sejm koronny, na którym obecnych było 28 delegatów Litwy, zajął się sprawą zawarcia nowej unii polsko-litewskiej. Na sejmie tym 12 lutego 1564 Zygmunt August scedował na Koronę Królestwa Polskiego dziedziczne prawo Jagiellonów do władania Wielkim Księstwem Litewskim. Miało to ułatwić przyszłą elekcję władcy połączonego już państwa. Rozpoczęto prace mieszanej komisji polsko-litewskiej, która zajęła się opracowaniem formy około unii. O ile magnaci i szlachta koronna byli zagorzałymi zwolennikami zawarcia nowej unii na korzystnych dla Polski warunkach unii mielnickiej z 1501, to panowie i szlachta litewska pragnęli nadal unii możliwie jak najluźniejszej. 13 marca spisano reces w sprawie około unii, który zawierał minimum tego, na co godzili się Litwini. Obie strony zgodziły się na wspólną elekcję i koronację, utworzenie wspólnego sejmu, urzędów i wspólną politykę obronną. Jednak już wkrótce okazało się, że postanowienia te pozostały tylko na papierze, gdy Litwini zbojkotowali w 1564 mający je zatwierdzić sejm koronny w Parczewie.
Zawarcie nowej unii walnie przyspieszyły wydarzenia międzynarodowe. Okazało się bowiem, że Wielkie Księstwo Litewskie nie było w stanie samodzielnie prowadzić wojny z Rosją Iwana IV Groźnego. Trwająca od 1558 wojna litewsko-rosyjska ukazała słabość państwa litewskiego, które z trudem znosiło kolejne ciosy wojsk moskiewskich. W ciągu 7 lat sojusznicza Polska wystawiła 300 rot wojsk kosztem 2 milionów złotych, co zyskało jej na Litwie kolejnych zwolenników ścisłego związku obu państw. Dodatkowo ciężar wojny ponosiła głównie szlachta litewska, stanowiąca pospolite ruszenie, i domagająca się z tego tytułu wzorem jej koronnej odpowiedniczki większego wpływu na rządy w państwie. Niespodziewanie, przeciwni zawarciu nowej unii pozostali tylko magnaci litewscy, którzy mogli najwięcej stracić na skutek nowego związku.

## Sejm w Lublinie
10 stycznia 1569 obrady na Zamku Lubelskim rozpoczął sejm koronny pod laską Stanisława Sędziwoja Czarnkowskiego. Równolegle obradował też sejm litewski. Podstawą negocjacji był projekt biskupa krakowskiego Filipa Padniewskiego, zakładający zawarcie bardzo luźnego związku w formie unii personalnej (wspólna elekcja), jedynie w celu prowadzenia wspólnej polityki obronnej. Nawet jednak i taka propozycja nie została przyjęta przez sejm litewski, zdominowany przez magnatów. 1 marca część możnowładców litewskich opuściła Lublin, wówczas opór litewski został w zasadzie przełamany, a sejm lubelski dokonał przy tym inkorporacji poszczególnych ziem Wielkiego Księstwa Litewskiego.
5 marca, przy aprobacie litewskich posłów z Podlasia, sejm koronny przegłosował powtórne przyłączenie województwa podlaskiego do Korony Królestwa Polskiego. 26 maja do Korony włączono województwo wołyńskie, a 6 czerwca województwo kijowskie i województwo bracławskie. Szlachcie ruskiej z tych województw pozwolono zachować swoje prawa i cieszyć się szerokimi wolnościami: językiem urzędowym na tych ziemiach miał być nadal język ruski, a szlachta ruska otrzymywała przywileje identyczne jak szlachta polska. Status prawny ziem ukrainnych inkorporowanych zbliżony był do autonomii, a szlachta ruska uzyskała miejsca w polskim parlamencie. Mimo szerokich swobód przyznanych Rusinom na ziemiach ukrainnych doszło do niezadowolenia społecznego, które miało pewien wpływ na późniejsze powstania kozackie przeciw Rzeczypospolitej, z których największym było Powstanie Chmielnickiego.
Zastosowana przez króla metoda faktów dokonanych (inkorporacji ziem ruskich do Korony) zmusiła przedstawicieli litewskich do powrotu. 28 marca król zaaprobował nowy projekt unii opracowany przez sejm koronny. W kwietniu do Lublina wrócili starosta generalny żmudzki Jan Hieronimowicz Chodkiewicz, wojewoda podlaski Mikołaj Kiszka, kasztelan witebski Dominik Pac, krajczy wielki litewski Krzysztof Radziwiłł Piorun i marszałek nadworny litewski Ostafi Bohdanowicz Wołłowicz. Zdecydowano zwołać na 10 maja sejmiki ziemskie litewskie, które miałyby udzielić swoich pełnomocnictw nowo wybranym posłom.
Rokowania wznowiono 7 czerwca, a już 28 czerwca uchwalono zawarcie nowej unii polsko-litewskiej. 1 lipca nastąpiła wymiana dokumentów i zaprzysiężenie podpisanego aktu. 4 lipca król wydał dyplom potwierdzający ten związek. Zaniepokojony poseł rosyjski jeszcze tego samego dnia doniósł carowi Iwanowi IV Groźnemu: jedinienje ich w tom, czto im stojati oto wsiech okrain zaodin (unia ta polega na tym, że wszystkie prowincje stanowić będą jedno).

## Postanowienia unii lubelskiej

Herb Rzeczypospolitej od 1569

- Oba państwa miały mieć jednego władcę wybieranego wspólnie przez oba narody w wolnej elekcji i koronowanego na króla Polski i wielkiego księcia Litwy w Krakowie[9].
- Powołano wspólny Sejm walny, obradujący w Warszawie, którego izba poselska składała się z 77 posłów koronnych i 50 litewskich, a w skład Senatu weszło 113 senatorów koronnych i 27 litewskich[9].
- Oba człony Rzeczypospolitej zobowiązały się prowadzić wspólną politykę obronną i zagraniczną.
- Zachowano odrębne urzędy centralne, tytuły i dostojeństwa z zakresem kompetencji identycznym w obu krajach[9].
- Wprowadzono jednakową monetę, bitą osobno w każdym państwie.
- Zachowano odrębne wojsko polskie i litewskie[9].
- Zachowano odrębne języki urzędowe (na Litwie język ruski).
- Egzekucja królewszczyzn i podważanie nadań królewskich nie miały zastosowania na Litwie[9].
- Zachowano w mocy wszystkie dotychczasowe prawa i przywileje obowiązujące w obu państwach, jak również odrębne sądownictwo i prawo sądowe.
- Zniesiono zakaz nabywania przez Polaków dóbr na Litwie.
- Wcielono Prusy Królewskie do Korony.

## Upamiętnienie
- W 2015 Sejm VII kadencji podjął uchwałę o ustanowieniu dnia 1 lipca Dniem Sejmu Polskiego[10].
- Zarówno uchwałą Sejmu RP z 20 lipca 2018[11], jak i uchwałą Senatu RP z 20 grudnia 2018[12], rok 2019 został ustanowiony Rokiem Unii Lubelskiej.